# 海洋の水銀汚染

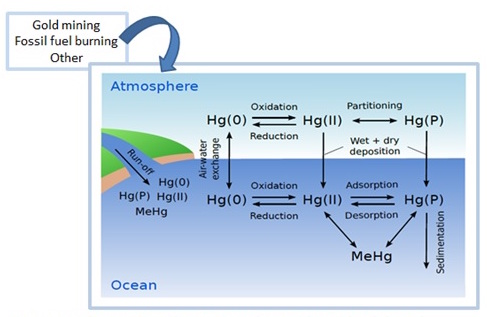
海洋における水銀の汚染源と化学過程

海洋の水銀汚染(かいようのすいぎんおせん)では、海洋の水銀による汚染の状況、水銀の排出源と拡散メカニズム、および、水銀汚染の対策について記述する。

## 概要
水銀は毒性のある重金属である。地球上の大気、水圏、土壌の中で種々の形を取りながら循環する。この循環により、排出源に関わらず、地球上の全く別の場所を汚染することがある。今日では水銀汚染は地球規模の問題とされ、人為的な水銀の排出を最小化し汚染を清浄化するような国際的な行動計画の必要性が認識されている。
世界水銀アセスメント2002では、地球規模の水銀に関する問題への取り組みを遅らせるべきではないと結論された 。多くの水銀汚染の影響下にある環境のうち、海洋は「水銀の押入れ」となりうることから、無視できない環境の1つである。
近年のモデル研究によれば、人為的原因で海洋に放出される総量は45,000から80,000トンと推計され、この2/3もの水銀が、我々が消費する魚介類の多くが生息する水深1,000メートルよりも浅い海域に存在するとされる 。高い毒性を持つメチル水銀の形で、海洋生物の食物連鎖の過程において生物濃縮が生じることがあり、魚介類の消費者に健康リスクを引き起こす。
統計によれば、世界中の魚介類消費の内、約66%が海産物である。したがって、魚介類の消費による人体の水銀汚染を防ぐため、海洋における水銀の汚染レベルを監視・規制することは重要である。

## 汚染源
水銀の排出には自然現象によるものと人為的なものの両方がある。自然現象によるものは、火山活動や土壌からの放出が主な原因である。
火山の噴火によって、地中に蓄積されている水銀が放出される。また、土壌からの流出は、一般にプレート境界近傍の地域でみられる。プレート境界の土壌には、例えば硫化水銀を含有する辰砂などの水銀を含有する鉱物が豊富なためである。これら土壌中の水銀は岩石の風化や地熱による反応によって放出される 。
自然現象による水銀の放出は総排出量の一定の割合を占めるものの、人為的排出のみによって環境中の水銀濃度は3倍に増加してしまった。世界水銀アセスメント2013では、主たる人為的排出源は、原始的で小規模な金の採掘、化石燃料の燃焼、非鉄金属の生産などであるとした。セメントの生産、消費者製品の廃棄なども汚染を引き起こす。またクロールアルカリ工業も少ない割合ではあるが汚染を引き起こす。
水銀は様々な経路で海洋に流入する。大気沈着が最も大きな原因であり、主に3種類の水銀種が海に流入する。単体の気体水銀は海水と大気の交換を通して流入し、また無機水銀および粒子水銀は湿性沈着または乾性沈着により流入する。加えて、河川、三角江、沈降、熱水作用などによる流入もある。一旦海洋に放出されると、これらの水銀種は酸化還元反応、固体微粒子への吸着、メチル化、脱メチル化といった反応を引き起こし、メチル水銀などの有機水銀化合物が海洋に拡散する。

### 堆積物
都市部三角江の汚染堆積物が、水流によって運ばれたり再堆積したりする結果、水銀が海洋中へと流入することがある 。例えば、かつて河口岸に沿って立地したクロールアルカリ産業などの影響により、英国マージー川河口における、堆積物表面および中心の水銀含有量は、平均で2 mg/kgであり、多いところでは5 mg/kgにのぼる。テムズ三角江沿い100 kmの海岸でも平均2 mg/kg、最大で12 mg/kgにのぼる水銀が堆積物中に含まれ、ロンドン周辺の奥まった箇所が最も高濃度である。しかしながら、テムズの堆積物中の水銀含有量は漸次的かつ定常的に減少している。北海南部の海砂によって汚染が薄まったとともに、かつてのそして現在の排出源から遠く離れているためである。
英国の例とは対照的に、米国東海岸の湿地状の入江(英: marsh creeks)や南シナ海のマングローブ林から、
海洋へと移動する堆積物の水銀含有量は0.5 mg/kg以下であり比較的少量といえる
。

## 化学反応

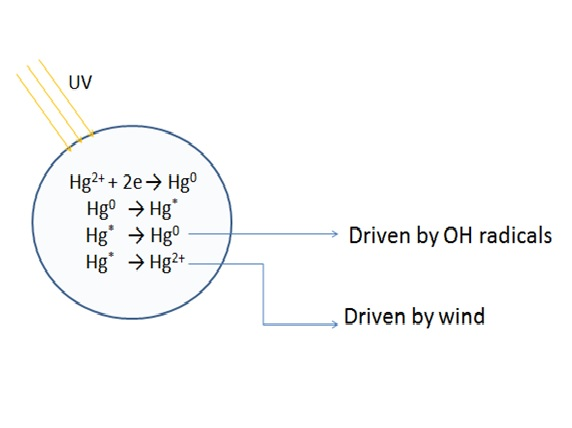
海洋性エアロゾルにおける水銀の光化学過程

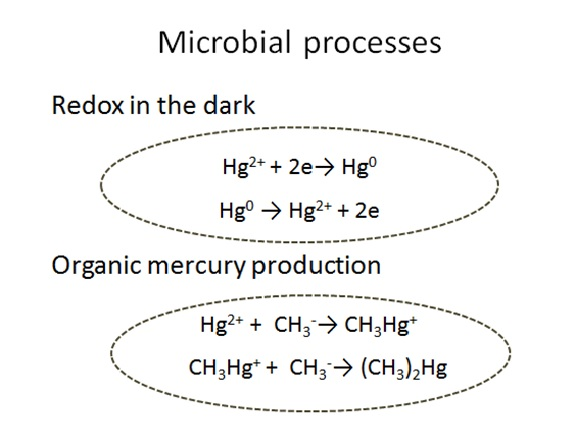
微生物による水銀種の化学変化

水銀の酸化還元反応は、日光もしくは微生物によって、ほとんどが海洋表層で起こる。紫外線照射下では、水銀原子は酸化され、海水に溶解したり、あるいは微粒子に吸着したりする。その逆反応では、水銀はHg(II)からHg(0)へと還元され、大気中に戻る。海水の飛沫のような大気中の微粒子エアロゾルは、このような酸化還元反応に必要な条件を満たす小さな反応器の役割を果たす。海洋中の水銀の酸化還元反応はあまり単純な可逆過程ではない。反応性の高い中間体を経由して反応が進行することを示唆する、海洋性エアロゾルにおける水銀の光化学反応過程については図に示す通りである。
光酸化反応はヒドロキシルラジカルによって、光還元反応は風や表層の擾乱によって引き起こされるのではないかとされている。暗闇の中では、水銀の酸化還元反応は微生物活動によって進行する。太陽光による化学過程と比較すると、微生物による化学過程のメカニズムは異なり、その反応速度は遅いものである 。無機水銀Hg(II)およびメチル水銀は微粒子に吸着されうる。有機物量とこれらの水銀種の濃度の間には正の相関がみられ、ほとんどの水銀種が有機物に吸着することを示唆している。この現象は海洋における水銀の生物活性と毒性を決定付けうる。もしメチル水銀が河川を通して海に流出したとしても、海洋で見られるメチル水銀の大半は海洋中で生成されたものであるだろう 。無機水銀のメチル化は生物学的および非生物学的な反応を介して起こりうるが、生物学的な過程の方がより優勢である。右図に示す反応スキームは微生物の細胞中における酵素による複雑な代謝反応の一部に過ぎない。
非生物学過程においては、腐植物質がメチル化反応の作用物質となるため、分解された有機物が無機水銀(II)と反応しやすい表層で生じる。興味深いことに、極圏における水銀のメチル化反応の研究によれば、メチル化反応と水中のクロロフィル量に正の相関があることが示されており、メチル水銀の生成過程には生物学的な経路があることを示唆している。生成されたメチル水銀は微生物中に蓄積する。メチル水銀には高い浸透性があり、加えてその反応過程が微生物に依存し他の水銀種への分解が起こりにくい。そのため海洋中の上位の捕食者に至る食物連鎖の過程で生物濃縮が進んでいく。海洋における食物連鎖の最上位にあるヒトは様々な魚介類を摂取するため、大きな危険に晒されている。したがって水銀の排出を最小化し、既に存在する水銀を除染することは極めて重要といえる。

## 予防と改善

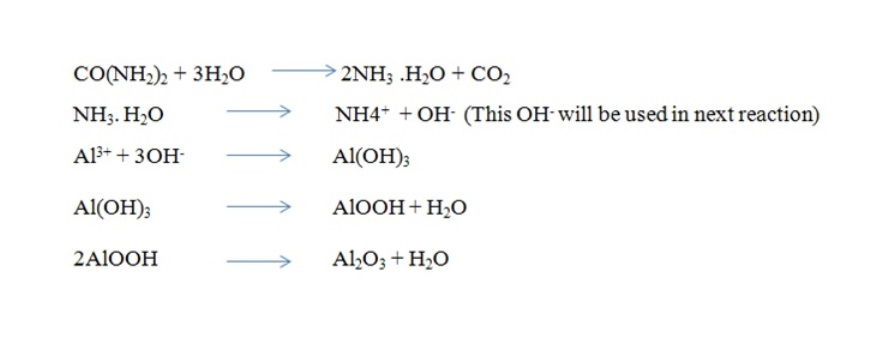
サンゴの合成反応

水銀の除染には長い時間を要する。それにもかかわらず、この困難な課題に対して希望をもたらすような研究も存在する。その一つはナノテクノロジーを基礎としてサンゴの構造を模倣した合成酸化アルミニウム微粒子を用いるものだ。この微粒子は高い比表面積と高品質な表面構造により効果的に重金属を吸着する。実際、サンゴがその表面構造により重金属イオンを吸着する現象は長年観察されていたが、ナノテクノロジーを用いることで海洋中での水銀除染の助けとなる「合成サンゴ」を作ることが可能になった 。この材料の合成過程は次図の通りである。
他にもオレンジの皮を原料に用いた水銀除染技術(特許番号: PCT/US15/55205)の可能性が検討されている。この技術では硫黄とリモネンを原料にして硫化リモネンポリサルファイド(提案材料)を生成する。工業的な副生成物を利用すれば高い持続可能性が得られる。このポリマーを用いれば1回の処理で50%の水銀を除去することが可能とされている。
上述の除染技術に加え、石炭発電の利用を最小化し、よりクリーンなエネルギー源を使うこと、小規模で原始的な金採掘を縮小すること、水銀の産業廃棄物を適切に処理すること、そして適切な政策を施行することは、長期間の計画の中で水銀排出を減ずるための堅実なアプローチといえる。この目標達成のためには公衆の意識が不可欠である。温度計などの水銀を含む製品を適切に廃棄すること、水銀フリーの電球や電池を使うこと、環境への水銀排出がゼロもしくは最小となるような消費者製品を購入することなどは水銀汚染から地球上の生態系を回復するにあたり著しい効果がある。